# Université en Colombie
La Colombie comporte plusieurs universités. Certaines peuvent être sous administration publique, qu'elles dépendent de l'état ou d'un département, alors que d'autres peuvent être privées, affiliées à une congrégation religieuse ou non.

## Publiques

### Nationales
| Appellation                                         | Date de fondation | Localisation | Référence | Illustration |
| --------------------------------------------------- | ----------------- | --- | --------- | ------------ |
| Université du Santander UDES                        | 2005              | Bucaramanga Bogota Cucuta Valledupar | [ 1 ]     |              |
| Université militaire Nueva Granada                  | 1982              | Bogota |           |              |
| Université nationale d'enseignement à distance      | 1981              | |           |              |
| Université nationale d'éducation                    | 1955              | Bogotá |           |              |
| Université nationale de Colombie                    | 1867              | Bogotá, Medellín, Manizales, Palmira, Arauca, Leticia, et San Andrés |           |              |
| Université pédagogique et technologique de Colombie | 1953              | Tunja, Chiquinquirá, Duitama, et Sogamoso |           |              |
| École supérieure d'administration publique          | 1958              | Bogotá, Barranquilla, Bucaramanga, Cali, Carthagène des Indes, Cúcuta, Fusagasugá, Ibagué, Manizales, Medellin, Neiva, San Juan de Pasto, Pereira, Popayán, Tunja, et Villavicencio |           |              |
| Université de l'Amazonie                            | 1971              | Florencia |           |              |
| Université des Llanos                               | 1974              | Villavicencio |           |              |
| Université du Pacifique                             | 1988              | Buenaventura, Guapi, et Tumaco |           |              |

### Départementales
| Appellation                                               | Date de fondation | Localisation | Référence | Illustration |
| --------------------------------------------------------- | ----------------- | --- | --------- | ------------ |
| Université centrale du Valle del Cauca                    | 1971              | Tuluá |           |              |
| Université départementale Francisco José de Caldas        | 1948              | Bogotá |           |              |
| Université départementale Francisco de Paula de Santander | 1962              | Cúcuta |           |              |
| Université industrielle de Santander                      | 1948              | Bucaramanga, Barrancabermeja, Barbosa, Málaga, Piedecuesta, et Socorro                                                          |           |              |
| Université populaire de Cesar                             | 1973              | |           |              |
| Université de Colombie du sud                             |                   | Neiva |           |              |
| Université de technologie de Choco                        | 1972              | Quibdó |           |              |
| Université Technologique de Pereira                       | 1958              | Pereira |           |              |
| Université d'Antioquia                                    | 1803              | Medellín, Andes, Amalfi, Carmen de Viboral Caucasia, Envigado, Puerto Berrío, Santa Fe de Antioquia, Segovia, Turbo, et Yarumal |           |              |
| Université de l'Atlántico                                 | 1941              | Barranquilla |           |              |
| Université de Caldas                                      |                   | Manizales |           |              |
| Université de Carthagène                                  | 1827              | Cartagena |           |              |
| Université du Cauca                                       | 1827              | Popayán |           |              |
| Université de Cordoba                                     | 1962              | Montería |           |              |
| Université de Cundinamarca                                | 1969              | Fusagasugá, Chía, Chocontá, Facatativá, Girardot, Soacha, Ubaté, et Zipaquirá                                                   |           |              |
| Université de La Guajira                                  | 1977              | Riohacha, Albania, Fonseca, Maicao, Manaure, Villanueva, et Montería                                                            |           |              |
| Université de Magdalena                                   | 1958              | Santa Marta |           |              |
| Université de Nariño                                      | 1905              | San Juan de Pasto, Ipiales, et Tumaco                                                                                           |           |              |
| Université de Pamplona                                    | 1960              | Pamplona, Cúcuta, et Villa del Rosario                                                                                          |           |              |
| Université de Quindio                                     | 1960              | Armenia |           |              |
| Université de Sucre                                       | 1977              | Sincelejo |           |              |
| Université de Tolima                                      | 1945              | Ibagúe |           |              |
| Université de Valle                                       | 1945              | Cali, Buenaventura, Buga, Caicedonia, Cartago, Palmira, Tuluá, Yumbo, Zarzal, et Santander de Quilichao                         |           |              |
| Tecnológico de Antioquia                                  | 1983              | Medellín |           |              |

## Privées

### Catholiques
| Appellation                                  | Date de fondation | Localisation                               | Référence | Illustration |
| -------------------------------------------- | ----------------- | ------------------------------------------ | --------- | ------------ |
| Université catholique de Colombie            | 1970              | Bogota                                     |           |              |
| Université catholique de Manizales           |                   |                                            |           |              |
| Université catholique de l'ouest             |                   |                                            |           |              |
| Université catholique populaire de Risaralda |                   |                                            |           |              |
| Université La Salle                          |                   |                                            |           |              |
| Université corporative Minuto de Dios        |                   |                                            |           |              |
| Université Mariana                           |                   |                                            |           |              |
| Université pontificale bolivarienne          | 1936              | Medellín, Bucaramanga, Montería et Palmira |           |              |
| Université pontificale Javeriana             | 1622              | Bogota                                     |           |              |
| Université du Rosaire                        | 1653              | Bogota                                     |           |              |
| Université Saint Buenaventura                |                   |                                            |           |              |
| Université Saint Martin                      |                   |                                            |           |              |
| Université Saint Thomas Aquinas              |                   |                                            |           |              |
| Université Sergio Arboleda                   |                   |                                            |           |              |
| Université de La Sabana                      |                   |                                            |           |              |

### Non religieuses
| Appellation                        | Date de fondation | Localisation                                    | Référence | Illustration |
| ---------------------------------- | ----------------- | ----------------------------------------------- | --------- | ------------ |
| Université du Santander UDES       |                   | Bucaramanga, Bogota, Cúcuta, Valledupar         | [ 1 ]     |              |
| Université FESC                    |                   | Cúcuta, Ocaña                                   |           |              |
| Université Antonio Nariño          |                   |                                                 |           |              |
| Université autonome de Bucaramanga |                   |                                                 |           |              |
| Université autonome des Caraïbes   |                   |                                                 |           |              |
| Université autonome de Colombie    |                   |                                                 |           |              |
| Université autonome de Manizales   |                   |                                                 |           |              |
| Université autonome de l'ouest     |                   |                                                 |           |              |
| Université Centrale                |                   |                                                 |           |              |
| Université Externado de Colombie   | 1886              | Bogota                                          |           |              |
| Université coopérative de Colombie |                   |                                                 |           |              |
| Université coopérative de San Gil  |                   |                                                 |           |              |
| Université libre de Risaralda      |                   |                                                 |           |              |
| Université Jorge Tadeo Lozano      | 1954              | Bogota, Carthagène des Indes, Chía, Santa Marta |           |              |
| Université Juan de Castellanos     |                   | Tunja, Duitama, Sogamoso, Chiquinquirá          |           |              |
| Université de Boyacá               |                   | Tunja                                           |           |              |
| Université La Gran Colombia        |                   |                                                 |           |              |
| Université Piloto de Colombia      |                   |                                                 |           |              |
| Université Santiago de Cali        |                   |                                                 |           |              |
| Université d'Amérique              |                   |                                                 |           |              |
| Université des Andes               | 1948              | Bogota                                          |           |              |
| Université EAFIT                   |                   |                                                 |           |              |
| Université de la forêt             |                   |                                                 |           |              |
| Université ICESI                   |                   |                                                 |           |              |
| Université d'ingénierie (es)       | 1972              | Bogota                                          |           |              |
| Université de Manizales            |                   |                                                 |           |              |
| Université de Medellín             |                   |                                                 |           |              |
| Université du Nord                 |                   |                                                 |           |              |